# 고령중학교 개진분교
고령중학교 개진분교(高靈中學校 開津分校)는 대한민국 경상북도 고령군 개진면 오사리에 있는 공립 중학교이다.

## 학교 연혁
- 1982년 3월 2일 : 고령중학교개진분교장 개교
- 1993년 2월 11일 : 자전거 보관소 신설
- 1994년 4월 23일 : 테니스장 설치
- 1996년 3월 1일 : 특별교실 및 실내화장실 증축
- 2023년 9월 1일 : 제27대 김덕식 교장 취임(본교)
- 2024년 2월 7일 : 제40회 졸업식(총 졸업생수 652명)
- 2024년 3월 4일 : 입학식(4명)

## 참고 자료
- 고령중학교 개진분교 - 한국교육학술정보원 학교알리미